# كارال (مدينة)
كارال أو كارال-سوب  مدينة تاريخية في وادي سوبي، في مقاطعة بارانكا في بيرو، على بعد حوالي 200 كيلومتر شمال العاصمة ليما. وكارال إحدى أقدم المدن في الأمريكتين. كانت مأهولة بين القرنين السادس والعشرين قبل الميلاد والقرن العشرين قبل الميلاد تقريبا، على مساحة تزيد عن 60 هكتارا.